# معبد آتسوتا
معبد آتسوتا (به ژاپنی: 熱田神宮 Atsuta-jingū) یک معبد شینتویی است که در شهر ناگویا، استان آیچی واقع است.